# フランス標準型路面電車

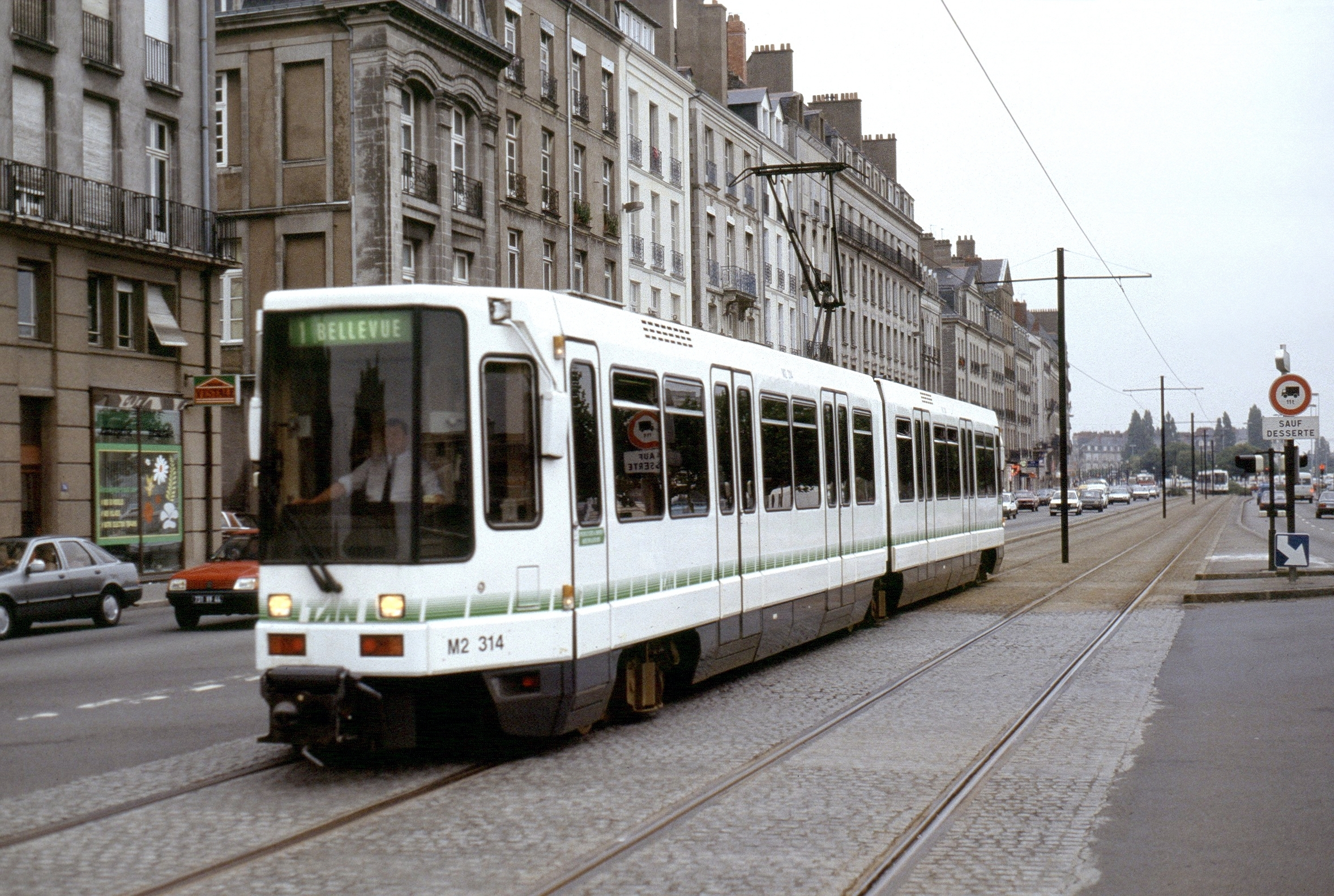
ナントのTFS（中間車挿入前）

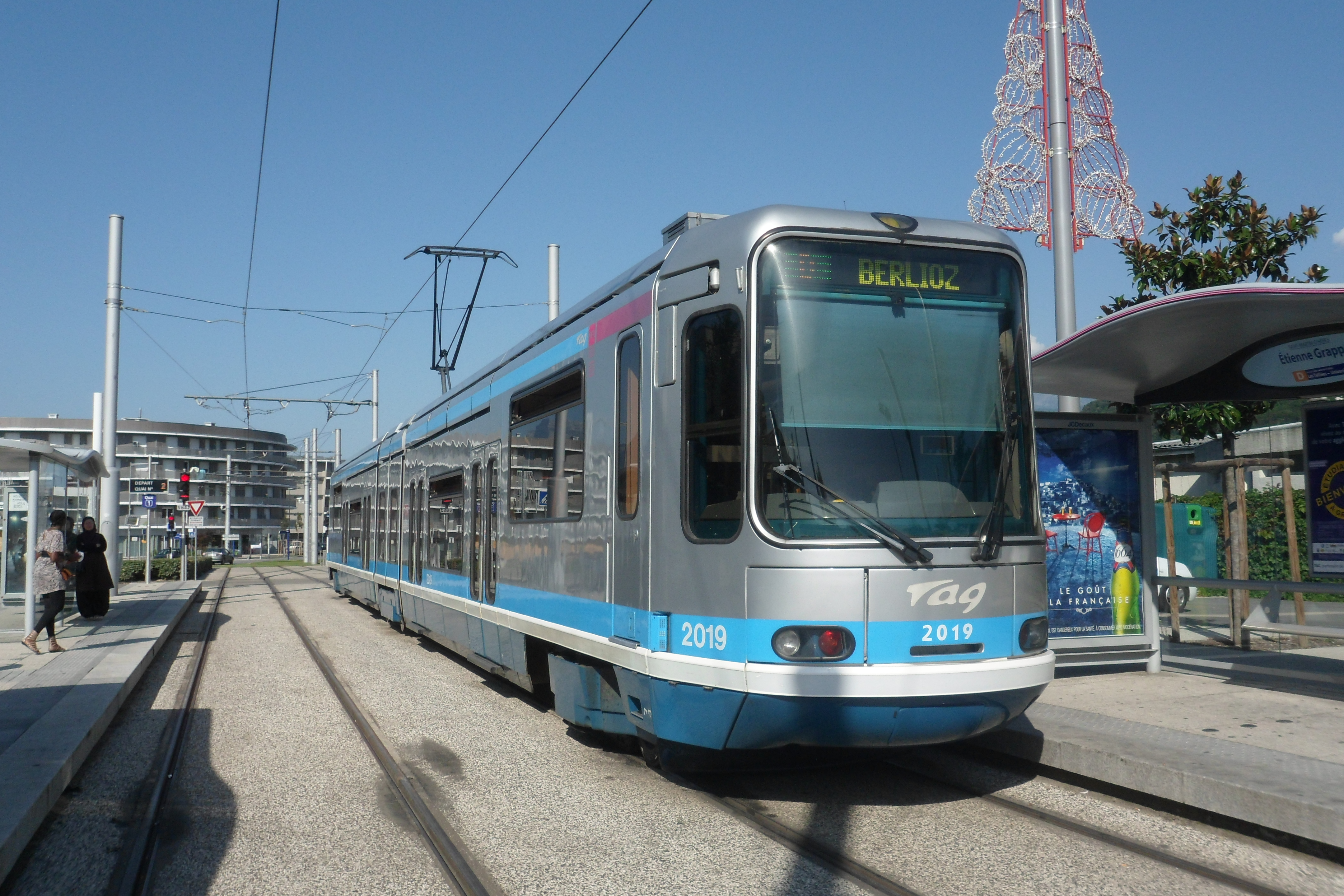
グルノーブルのTFS

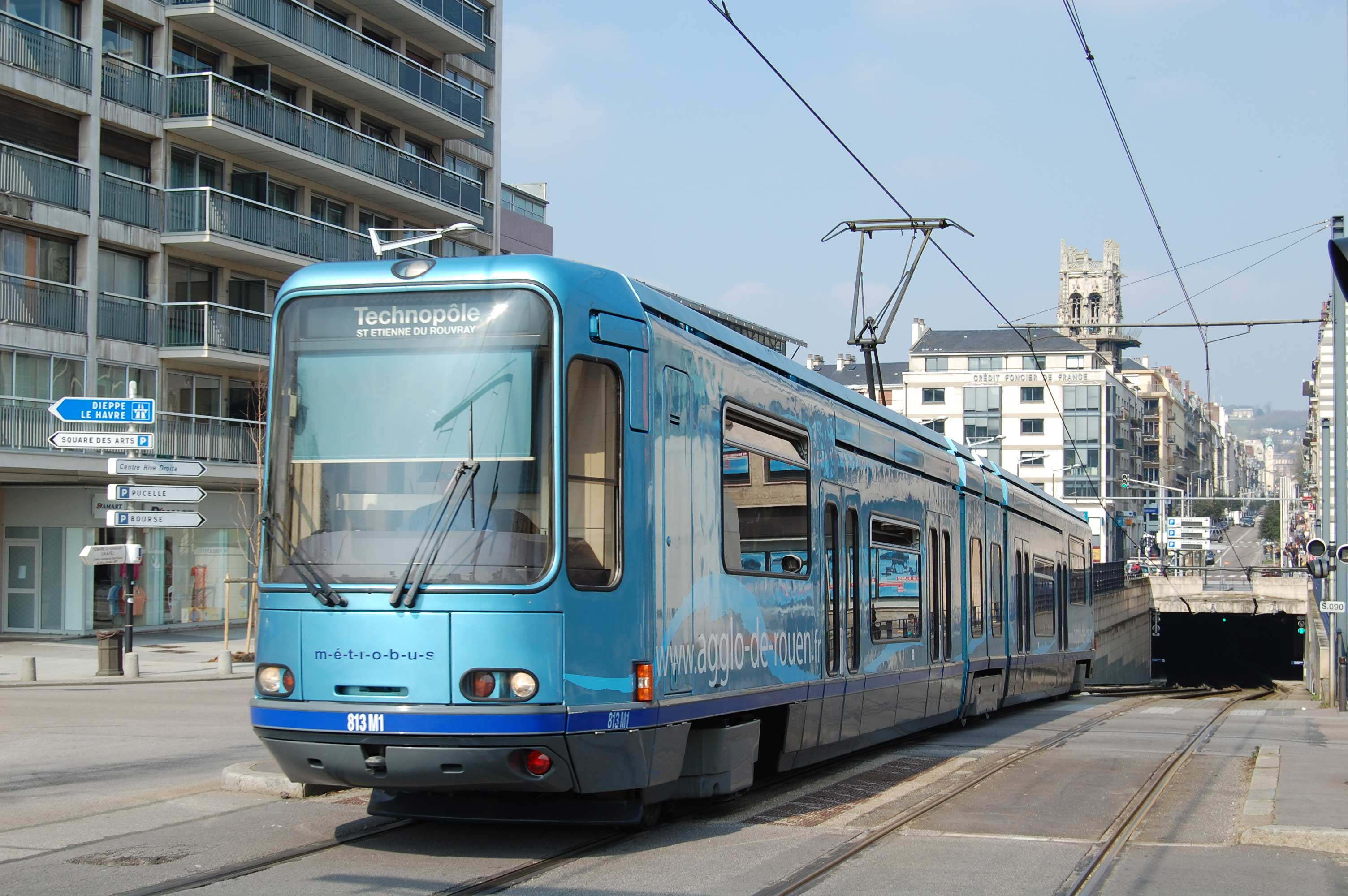
ルーアンのTFS

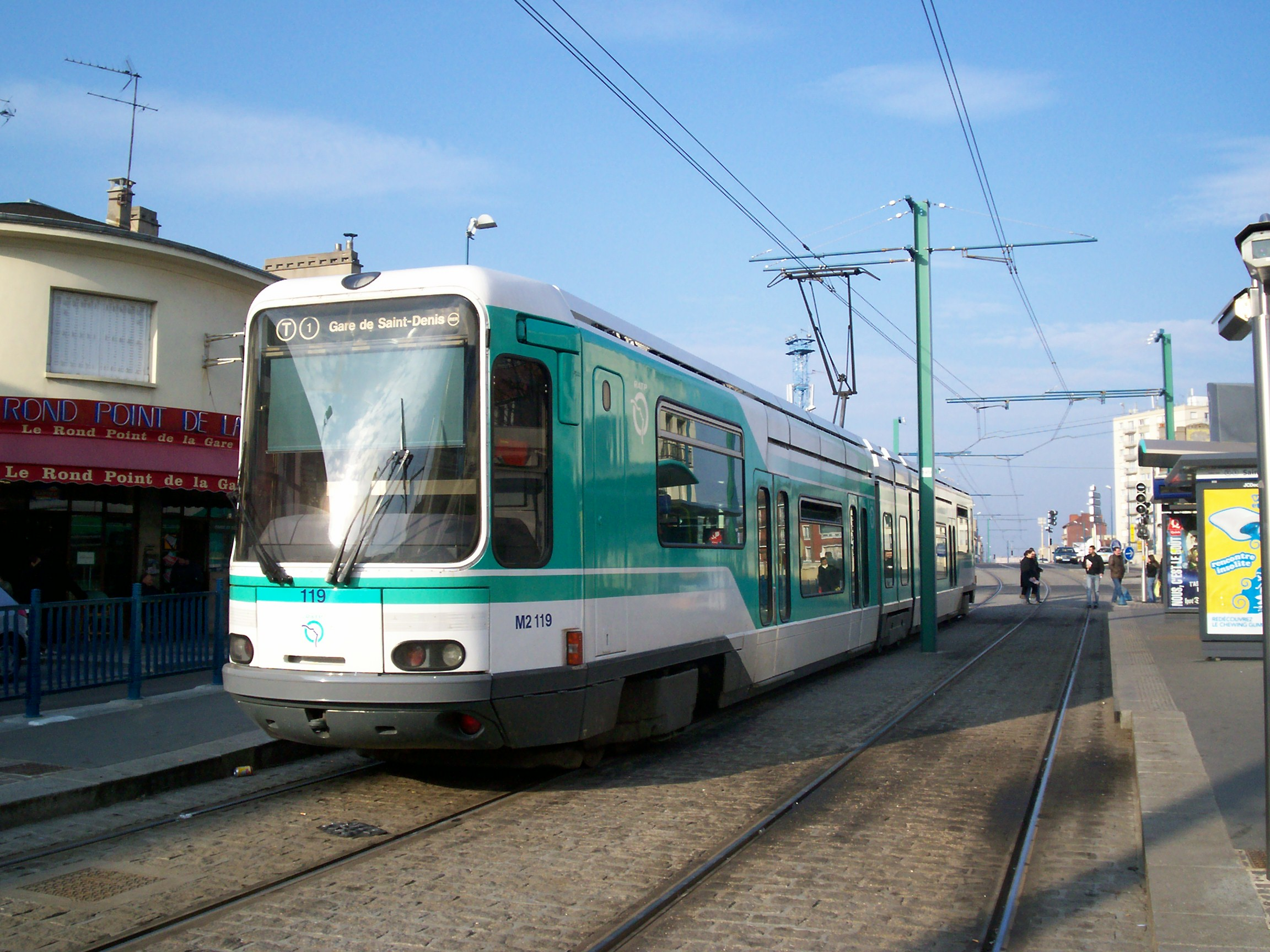

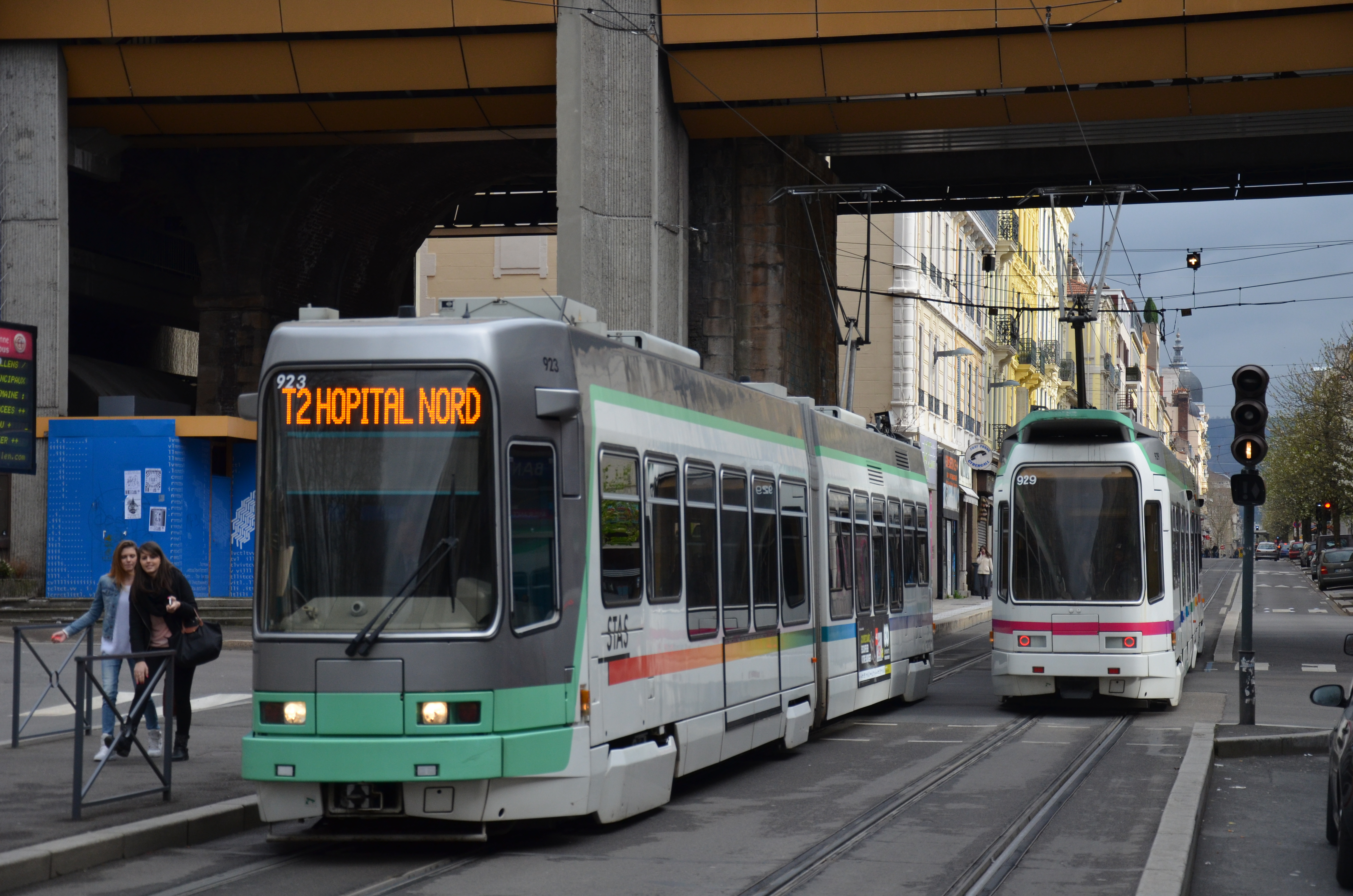

フランス標準型路面電車（フランスひょうじゅんがたろめんでんしゃ、TFS、Tramway Français Standard）は、アルストムが製造した路面電車車両である。

## 概要
アルストムがフランス国内向けに製造したもので、ナントをはじめフランスの各都市へ納入された。1984年から1998年までに計162両が製造された。1998年に製造終了し、後にシタディスへ移行された。

### 車体
連接車であり、基本は両運転台式であるが、サン=テティエンヌ向けは片運転台式である。車体は銅鋼もしくはアルミニウム合金製で、下部に裾絞りがある。ドアはスイング式プラグドアである。TFS-2型は部分低床構造を採用している。

### 車内
車内は白を基調としており、座席は鉄道事業者により様々。

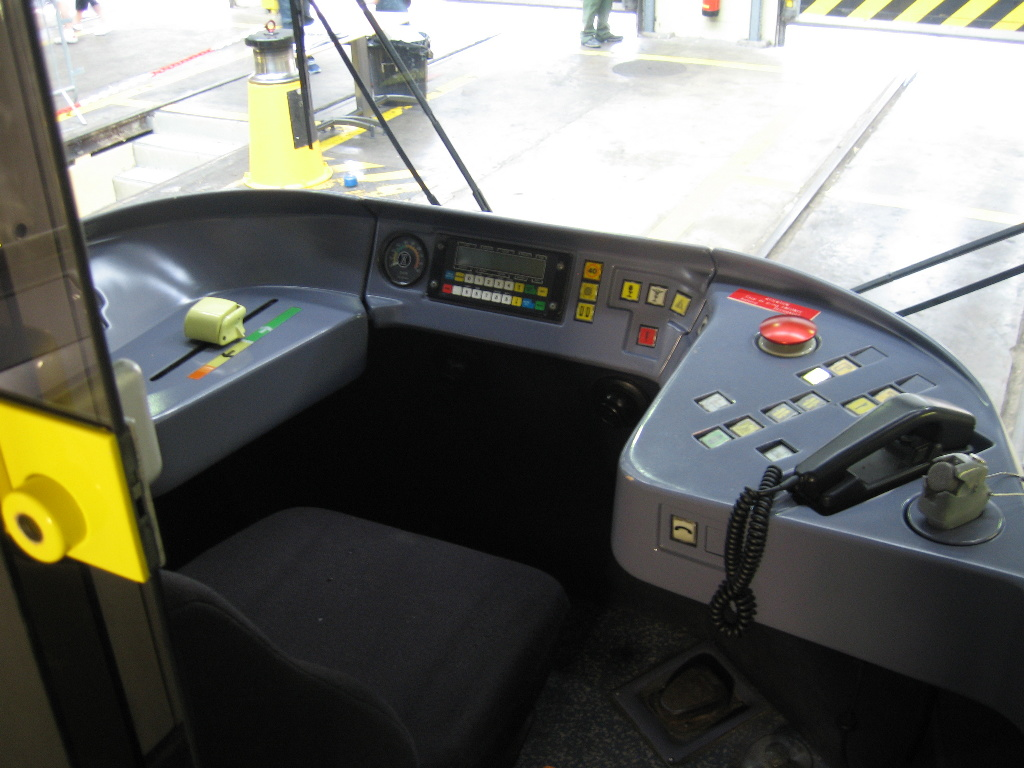
運転台

### 走行機器
制御方式はサイリスタチョッパ制御もしくはIGBT-VVVFインバータ制御を採用している。駆動方式は直角カルダン駆動方式で、1台の主電動機で両端の車軸を駆動している。
台車は固定軸距1,900mm、車輪径は660mmで、枕バネはコイルバネ、軸箱支持はゴムバネで構成される。

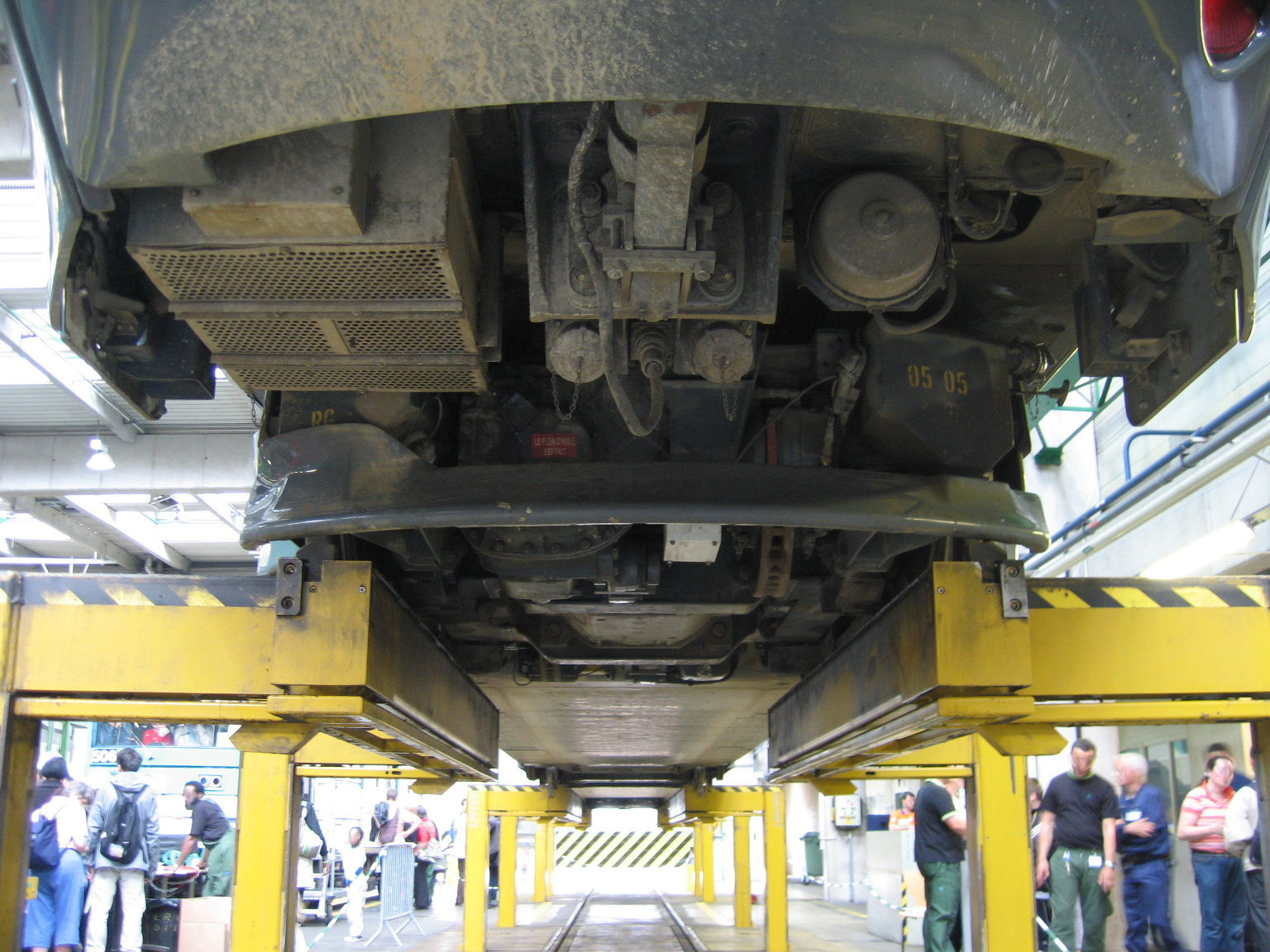
床下

## 導入都市
| 都市              | 世代 | 車番             | 車両数 | 製造年         | 全長   | 幅   | 車体材質         | 構造       | その他 |
| ----------------- | ---- | ---------------- | ------ | -------------- | ------ | ---- | ---------------- | ---------- | --- |
| ナント            | 1    | 301-320          | 20     | 1984年         | 39.15m | 2.3m | 鋼               | 3車体4台車 | 1、2、3、4系統で運行中 サイリスタチョッパ制御 後に中間車が挿入された。                                                                                        |
| ナント            | 1    | 321-346          | 26     | 1988年～1992年 | 39.15m | 2.3m | 鋼               | 3車体4台車 | 1、2、3、4系統で運行中 サイリスタチョッパ制御 後に中間車が挿入された。                                                                                        |
| グルノーブル      | 2    | 2001-2020        | 20     | 1986年～1987年 | 29.4m  | 2.3m | 鋼               | 3車体3台車 | A、C、D、E系統で運行中 サイリスタチョッパ制御 2013年～2017年に改装が行われた。 2020号車は1998年夏にオランダ・ロッテルダムトラムのデモ用車両として使用された。 |
| グルノーブル      | 2    | 2021-2035        | 15     | 1989年～1990年 | 29.4m  | 2.3m | 鋼               | 3車体3台車 | A、C、D、E系統で運行中 サイリスタチョッパ制御 2013年～2017年に改装が行われた。                                                                                |
| グルノーブル      | 2    | 2036-2038        | 3      | 1992年         | 29.4m  | 2.3m | 鋼               | 3車体3台車 | A、C、D、E系統で運行中 サイリスタチョッパ制御 2013年～2017年に改装が行われた。                                                                                |
| グルノーブル      | 2    | 2039-2053        | 15     | 1995年～1996年 | 29.4m  | 2.3m | 鋼               | 3車体3台車 | A系統で運行中 IGBT-VVVFインバータ制御 2047号車は1997年夏にスペイン・バルセロナトラムのデモ用車両として使用された。                                            |
| サン=テティエンヌ | S/1  | 901-903、905-915 | 15     | 1991年～1992年 | 23.24m | 2.1m | アルミニウム合金 | 2車体3台車 | T1、T2、T3系統で運行中 サイリスタチョッパ制御 片運転台式 |
| サン=テティエンヌ | S/1  | 916-935          | 20     | 1998年         | 23.24m | 2.1m | アルミニウム合金 | 2車体3台車 | ラインT1、T2、T3系統で運行中 IGBT-VVVFインバータ制御 片運転台式 2014年～2017年に改装が行われた。                                                              |
| イル=ド=フランス  | 2    | 101-117          | 17     | 1992           | 29.4m  | 2.3m | 鋼               | 2車体3台車 | サイリスタチョッパ制御 |
| イル=ド=フランス  | 2    | 118-119          | 2      | 1995           | 29.4m  | 2.3m | 鋼               | 2車体3台車 | サイリスタチョッパ制御 |
| イル=ド=フランス  | 2    | 201-216          | 16     | 1996           | 29.4m  | 2.3m | 鋼               | 2車体3台車 | T2系統で運行中 サイリスタチョッパ制御 |
| ルーアン          | 2    | 801-828          | 28     | 1994           | 29.4m  | 2.3m | 鋼               | 2車体3台車 | ブレーキ性能の向上 サイリスタチョッパ制御 |

1. 1 2 3 4  中間車挿入後